# Kopaní (Crimea)
|  | Per a altres significats, vegeu «Kopaní». |

Kopaní (en rus: Копани) és un poble de la República Autònoma de Crimea a Ucraïna, que el 2014 tenia 71 habitants. Pertany al districte rural de Djankoi.